# 우메지마역
우메지마역(일본어: 梅島駅, うめじまえき)은 일본 도쿄도 아다치구에 있는 도부 철도 이세사키 선 역이다. 역 번호는 TS 12이다.

## 역사
- 1924년 10월 1일: 영업 개시.
- 1968년 3월: 고가화.
- 1995년 10월 10일: 하행 승강장의 에스컬레이터 공용 개시.
- 1996년
  - 3월 22일: 상행 승강장의 에스컬레이터 공용 개시.
  - 4월 26일: 엘리베이터 공용 개시.
- 2012년
  - 3월 15일: 발차 멜로디를 도입.
  - 3월 17일: TS 12의 역 번호 도입[1].
- 2024년 11월 11일: 스크린도어 설치.

## 역 구조
섬식 승강장 1면 2선의 고가역이다. 용지 너비가 좁아 기타센주 방향에 상행 승강장, 니시아라이 방향으로 하행 승강장이 일직선으로 배치된 변칙 타입이다. 완행선에만 승강장이 있고 바깥을 급행선이 달린다.
계단, 엘리베이터, 에스컬레이터는 상하행 양쪽 플랫폼 사이(역의 중앙 부분에 맞닿는 장소)에만 설치되어 있다. 이곳은 두 승강장에서 최후부 차량이 도착하는 곳이 후방에 위치하고 있어 본 역 이용자는 항상 진행 방향에서 보고 맨 뒤 차량에 집중하기 쉬운 경향에 있다.
고가화가 완성된 때는 상하행 승강장이 완전히 분리되어 있었지만, 1996년에 개수 공사가 진행되고 엘리베이터와 에스컬레이터가 설치되었을 때 두 승강장이 서로 일체가 되어, 상하행 승강장 사이 왕래가 가능했었다. 고가화 전에는 2면 2선의 상대식 승강장을 가진 역사에서 상하행 플랫폼이 독립했었다.
역 출입구는 구 닛코 가도에 접하고 있다.
화장실은 1층 개찰 내에 있는 유니버설 디자인의 일환으로 휠체어와 오스토 메이트 등의 이용에 대응하는 다기능 화장실도 병설되어 있다.
과거 2번 선 승강장에서는 철도 사진을 찍을 수 있는 장소였지만, 트러블이 다발했기 때문에 촬영 금지를 나타내는 간판이 게시되어 있다.

### 승강장
| 번호 | 노선                 | 방향 | 행선                                                                                          |
| ---- | -------------------- | ---- | --------------------------------------------------------------------------------------------- |
| 1    | 도부 스카이트리 라인 | 상행 | 기타센주・도쿄 스카이트리・아사쿠사・ 히비야선 나카메구로 방면                                |
| 2    | 도부 스카이트리 라인 | 하행 | 니시아라이・다케노쓰카・기타코시가야・가스카베・도부 도부쓰코엔・ 닛코 선 미나미쿠리하시 방면 |

## 역 주변
구 중앙부에 위치한 아다치 구청의 근처역이기도 하다. 구청은 동쪽으로 도보로 약 10분 거리에 위치한다.
- 아다치 구립 벨몬트 공원
- 도쿄 소방청 아다치 소방서
- 아다치 구청
  - 아다치 구 주오혼초 구민 사무소
- 아다치 보건소 생활 위생과
  - 주오혼초 보건 종합 센터
- 도쿄 도립 아다치 고등학교
- 아다치 구립 제4 중학교
- 아다치 우메지마 우체국
- 엘 소피아
  - 아다치 구 남녀 참가 플라자
  - 아다치 구 우메다 구민 사무소
  - 아다치 구 소비자 센터
  - 우메다 지역 학습 센터
- 아다치 우메다 우체국
- 우메다 어린이 집
- 우메다 주구 센터
- 아다치 구립 우메다 도서관(옛, 중앙 도서관)
- 쇼핑 타운 카리브
- 우메다 병원
- 일본기독교단 아다치우메다 교회
- 아다치 구립 제9 중학교
- 아다치 구립 우메지마 초등학교

## 사진

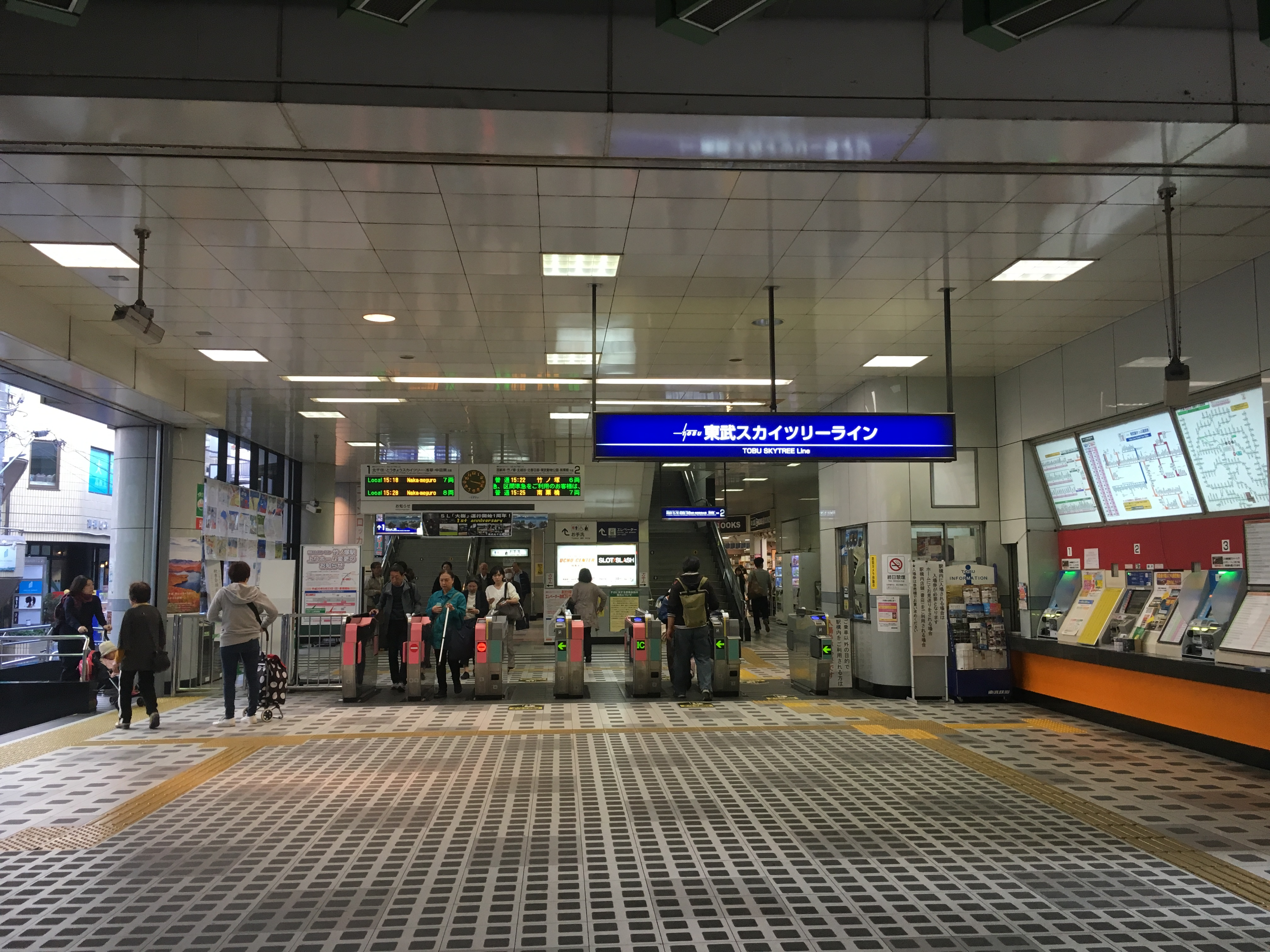
개찰구(2018년 11월)
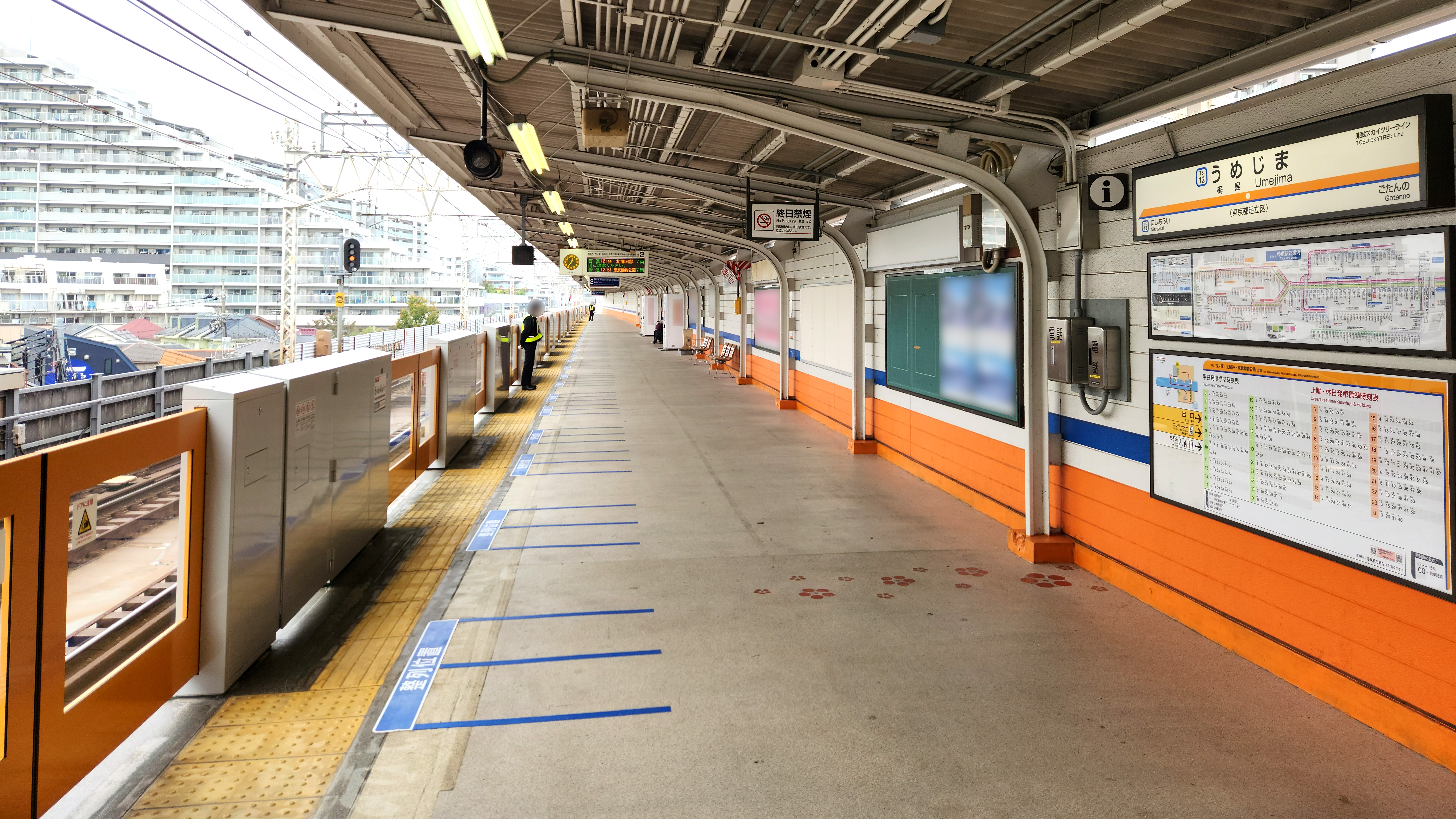
2번 승강장(2024년 11월 11일)

## 인접역
| 도부 철도 이세사키선(도부 스카이트리 라인) | 도부 철도 이세사키선(도부 스카이트리 라인) | 도부 철도 이세사키선(도부 스카이트리 라인) |
| ------------------------------------------ | ------------------------------------------ | ------------------------------------------ |
| TS 11 고탄노 나카메구로 방면               | ■ 보통                                     | 니시아라이 TS 13 도부 도부쓰코엔 방면      |